# Gordon Repinski

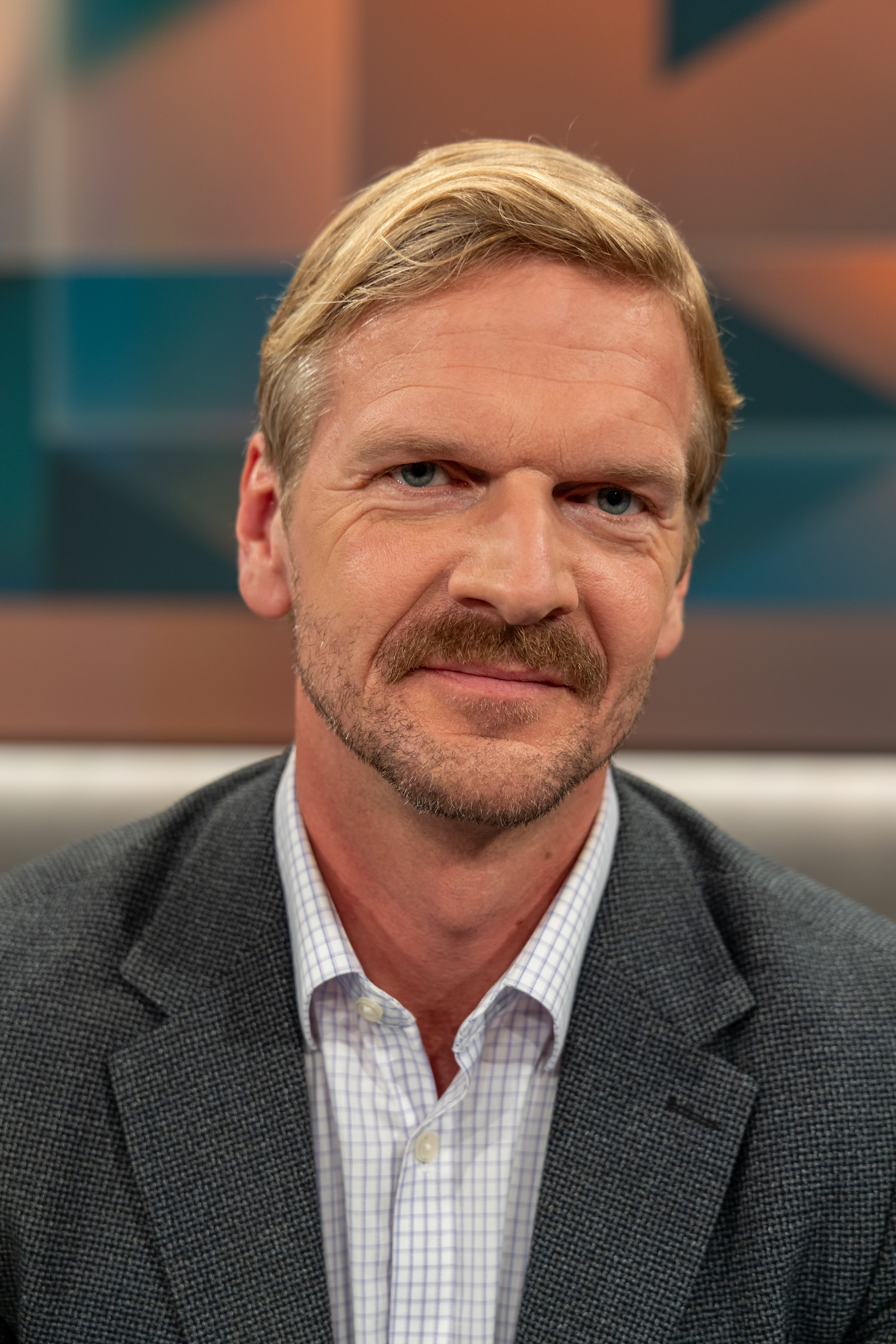
Gordon Repinski (2024)

Gordon Repinski (* 25. August 1977) ist ein deutscher Journalist.

## Leben
Nach dem Abitur am Matthias-Claudius-Gymnasium in Gehrden studierte Repinski VWL und arbeitete danach einige Jahre als Entwicklungshelfer. Anschließend absolvierte er eine journalistische Ausbildung an der Deutschen Journalistenschule in München und begann bei der taz. Dort war er Korrespondent in Berlin, berichtete als Reporter u. a. vom Afghanistan-Einsatz der Bundeswehr und gehörte zu den Otto-Brenner-Preisträgern 2010. Danach war Repinski Fellow Journalist im Investigativ-Team der San Diego Union-Tribune in den USA und Korrespondent des Spiegel in Berlin und Washington, D.C. Im Jahr 2011 wurde er für seine Berichte mit dem Arthur-F.-Burns-Preis ausgezeichnet.
2017 wechselte Repinski vom Spiegel zum RedaktionsNetzwerk Deutschland (RND), wo er Leiter des Hauptstadtbüros und stellvertretender Chefredakteur wurde. Er entwickelte den Berliner Salon des RND als neues politisches Talkformat und interviewte als erste Gäste Robert Habeck (Grüne) und Ursula von der Leyen (CDU). 2019 moderierte er zusammen mit Phoenix das TV-Duell um den SPD-Vorsitz.
2020 wechselte er als stellvertretender Chefredakteur zu Media Pioneer und betreute dort SPD, Grüne und Weltpolitik. Anfang 2024 wurde er Chefredakteur der deutschen Sparte von Politico, wo er den Podcast Berlin Playbook – Der Podcast moderiert.
Repinski ist regelmäßig Interviewpartner bei Phoenix vor Ort oder Phoenix nachgefragt.